# Angelo Ortolani
Angelo Ortolani (Siena, 1788 – Siena, 1874) è stato un compositore italiano.

## Biografia
Studiò con Deifebo ed Ettore Romagnoli. Alla morte di quest'ultimo fu nominato maestro di cappella di Santa Maria a Provenzano. Scrisse molta musica sacra ma fu attratto anche dal teatro, dal lavoro per le Accademie e dalle collaborazioni con le formazioni strumentali senesi (la Banda Municipale e la Filarmonica).

## Opere e fonti
Sconosciuto al Répertoire International des Sources Musicales (RISM) e all'Ufficio Ricerca Fondi Musicali (URFM), il lavoro di Ortolani è rimasto conservato in due fondi della Biblioteca degli Intronati di Siena, riscoperti solo nel 2018 dagli studiosi e dal Centro Documentazione Musicale della Toscana. Il Fondo Provenzano contiene centinaia di sue musiche autografe, in special modo di musica sacra (composta per Provenzano e per altre parrocchie senesi), ma anche inni profani (per esempio per la contrada del Nacchio), strumentali e didattici (per esempio i 100 solfeggi scritti probabilmente per la scuola di musica della Filarmonica, sorta nel 1833). Notevole è la ricchezza dell'organico presentato, e curiose sono le annotazioni presenti in diverse parti, attestanti la collaborazione tra la cappella e le formazioni strumentali senesi. Una partitura in tre volumi (decorata da un artista livornese nel 1825) dell'oratorio Le tre ore d'agonia, e il probabile autografo dell'opera Il giorno di nozze (ricco di annotazioni sceniche), sono invece presenti nel Fondo Pieri, forse parte della collezione musicale di Ettore Romagnoli, il maestro di Ortolani.